# Schausia meraca
Schausia meraca là một loài bướm đêm trong họ Noctuidae.